# Nord Torino
Il Nord Torino è stata una squadra di hockey su ghiaccio di Torino. Faceva parte di un circolo sportivo rinomato in particolar modo nell'ambito del tennis.

## Storia
L'attività della sezione hockeystica del Nord Torino venne avviata nel dicembre 1929, su iniziativa del marchese Spinola, discendente di una nobile famiglia genovese, e già il mese successivo la fondazione la squadra partecipò alle qualificazioni per il campionato italiano di hockey del 1930, venendo eliminata per mano del CP Valentino Torino. Successivamente la squadra disputò solo alcune partite amichevoli, anche contro compagini di Serie A, sino a quando si iscrisse alle eliminatorie per disputare la serie B nella stagione 1938 riuscendo a qualificarsi grazie alla vittoria per 3-0 in trasferta contro l'Asiago Hockey. Non riuscì a qualificarsi per la Serie A ma conquistò comunque il terzo posto della cadetteria battendo per la finale per la terza piazza l'HC Ortisei.
Nel dicembre 1940 i giocatori del Nord Torino, così come quelli del G.U.F. Torino, confluiranno nella neonata sezione hockeystica dell'azienda polisportiva Juventus O.S.A., ossia nel DG Juventus. Nove anni più tardi, sette giocatori del Nord Torino fonderanno, assieme ad alcuni altri giocatori, l'HC Torino.